# Kiddy Grade
Kiddy Grade (キディ・グレイド)' est un anime japonais de 24 épisodes dont la première diffusion a eu lieu au Japon d'octobre 2002 à mars 2003, sur Fuji Television. Ses personnages ont la particularité de porter comme noms des mots de divers langages (français, anglais...)
Cette série a été réalisée par le studio Gonzo Digimation.
Les musiques sont de Shirou Hamaguchi.

## Synopsis
Nous sommes en 0328 SC (Stellar Century). Les différentes galaxies de l'univers ont été colonisées par l'homme. Le GOTT, installé à Aineas, est chargé de surveiller les activités économiques des différents pays et réguler le commerce illégal international. Pour cela, il fait appel à des agents doués de pouvoirs surhumains appelés ES Members. Ces agents sont dirigés par Eclipse, directrice du GOTT, qui leur assigne leurs missions. Kiddy Grade raconte plus particulièrement l'histoire de deux de ces agents, Eclair et Lumiere. Ainsi, on les suit dans leurs différentes missions, qu'il s'agisse d'éviter des conflits interplanétaires, arrêter des criminels interstellaires ou enquêter sur des trafics. Au bout de quelques épisodes, l'histoire se concentre sur un complot intérieur concernant le GOTT et la classe dirigeante de cet univers.
Nota : GOTT signifie Dieu en Allemand et rappelle le GATT du XXe siècle

## Les personnages
- Personnages principaux
  - Éclair
  - Lumière

- autres membres du G.O.T.T.
  - Armbrust
  - Éclipse
  - Mercredi
  - Alv
  - Dvergr
  - Tweedledee
  - Tweedledum
  - Viola
  - Cesario
  - Sinistra
  - Dextera
  - A-ou
  - Un-ou

## Fiche technique
- Année : 2002 - 2003
- Réalisation : Keiji Gotoh
- Character design : Megumi Kadonosono
- Musique : Shirou Hamaguchi
- Animation : Gonzo Digimation
- Licencié en France par : Déclic Images
- Nombre d'épisodes : 24

## Doublage
|            | Japonais         | Français          |
| ---------- | ---------------- | ----------------- |
| Lumière    | Aya Hirano       | Christelle Reboul |
| Éclair     | Ryoko Nagata     | Audrey Botbol     |
| Armbrust   | Gou Aoba         | Pascal Novak      |
| Éclipse    | Mika Doi         | Dominique Vallée  |
| Mercredi   | Kaori Mizuhashi  | Frédérique Marlot |
| Alv        | Kikuko Inoue     | Colette Noel      |
| Dvergr     | Omi Minami       | Marie Zidi        |
| Tweedledee | Natsuko Kuwatani | Marie Zidi        |
| Tweedledum | Jun Fukuyama     | Martial Leminoux  |

## Liste des épisodes
1. Espace / Infini
2. Liens / Resserrés
3. Escorte / Pénitentiaire
4. Haute / Vélocité
5. Jour de / Congé
6. Étoiles / Jumelles
7. Le Challenge / de l'enfant
8. Instrument / Interdit
9. Le Piège / du Mirage
10. Renaissance / d'une esclave
11. Liberté / Rendue
12. Vie / Gelée
13. Destin / Paradoxale
14. Cœur / D'acier
15. Résistance / Inutile
16. Un regard / En arrière
17. La Résurrection / Du fantasme
18. À visage / Découvert
19. L'Heure / De la vengeance
20. Ces jours / Perdus
21. L'Arche de / la Nouvlesse
22. Le Titan / Destructeur
23. Prélude à / L'annihilation
24. Comme le temps qui s'écoule